# رافائل دی ویتا
رافائل دی ویتا (انگلیسی: Raffaele De Vita؛ زادهٔ ۲۳ سپتامبر ۱۹۸۷) بازیکن فوتبال اهل ایتالیا است.
از باشگاه‌هایی که در آن بازی کرده‌است می‌توان به باشگاه فوتبال بلکبرن روورز، باشگاه فوتبال سوئیندون تاون، باشگاه فوتبال آ.اس. رم، باشگاه فوتبال چلتنهام تاون، باشگاه فوتبال برنتفورد، و باشگاه فوتبال برادفورد سیتی اشاره کرد.